# Award of the Japanese Academy al miglior film
L'Award of the Japanese Academy al miglior film (最優秀作品賞?, sai yūshū sakuhin shō) è un riconoscimento assegnato annualmente a partire dal 1978 dai membri della Nippon Academy-shō Association al miglior film distribuito in Giappone nell'anno appena trascorso.

## Vincitori e candidati
I vincitori sono indicati in grassetto.

### Anni 1970-1979
- 1978
  - Il fazzoletto giallo (Shiawase no kiiroi hankachi), regia di Yōji Yamada
  - Chikuzan hitori tabi, regia di Kaneto Shindō
  - Hakkōdasan, regia di Shirō Moritani
  - Hanare Goze Orin, regia di Masahiro Shinoda
  - Seishun no mon: Jiritsu hen, regia di Kiriro Urayama
- 1979
  - The Incident (Jiken), regia di Yoshitarō Nomura
  - L'impero della passione (Ai no bōrei), regia di Nagisa Ōshima
  - The Demon (Kichiku), regia di Yoshitarō Nomura
  - Sādo, regia di Yōichi Higashi
  - Yagyū Ichizoku no Inbō, regia di Kinji Fukasaku

### Anni 1980-1989
- 1980
  - La vendetta è mia (Fukushū suru wa ware ni ari), regia di Shōhei Imamura
  - Ah! Nomugi tōge, regia di Satsuo Yamamoto
  - Mō hōzue wa tsukanai, regia di Yōichi Higashi
  - Shōdō satsujin: Musuko yo, regia di Keisuke Kinoshita
  - Taiyō o nusunda otoko, regia di Kazuhiko Hasegawa
- 1981
  - Tsigoineruwaizen, regia di Seijun Suzuki
  - 203 kōchi, regia di Toshio Masuda
  - Chichi yo haha yo!, regia di Keisuke Kinoshita
  - Dōran, regia di Shirō Moritani
  - Haruka naru yama no yobigoe, regia di Yōji Yamada
- 1982
  - Station (Eki Station), regia di Yasuo Furuhata
  - Il fiume di fango (Doro no kawa), regia di Kōhei Oguri
  - Eijanaika, regia di Shōhei Imamura
  - Enrai, regia di Kichitarō Negishi
  - Nihon no atsui hibi bōsatsu: Shimoyama jiken, regia di Kei Kumai
- 1983
  - Fall Guy (Kamata koshin-kyoku), regia di Kinji Fukasaku
- 1984
  - La ballata di Narayama (Narayama Bushiko), regia di Shōhei Imamura
- 1985
  - The Funeral (Osōshiki), regia di Jūzō Itami
- 1986
  - Gray Sunset (Hanaichimonme), regia di Shun'ya Itō
- 1987
  - House on Fire (Kataku no hito), regia di Kinji Fukasaku
- 1988
  - A Taxing Woman (Marusa no onna), regia di Jūzō Itami
- 1989
  - The Silk Road (Tonkō), regia di Junya Sato

### Anni 1990-1999
- 1990
  - Pioggia nera (Kuroi ame), regia di Shōhei Imamura
- 1991
  - Childhood Days (Shōnen jidai), regia di Masahiro Shinoda
- 1992
  - My Sons (Musuko), regia di Yoji Yamada
- 1993
  - Sumo Do, Sumo Don't (Shiko funjatta), regia di Masayuki Suo
- 1994
  - A Class to Remember (Gakko), regia di Yoji Yamada
- 1995
  - Crest of Betrayal (Chushingura Gaiden: Yotsuya Kaidan), regia di Kinji Fukasaku
- 1996
  - A Last Note (Gogo no Yuigon-jo), regia di Kaneto Shindō
- 1997
  - Vuoi ballare? - Shall We Dance? (Shall we dansu?), regia di Masayuki Suo
- 1998
  - Princess Mononoke (Mononoke-hime), regia di Hayao Miyazaki
- 1999
  - Begging for Love (Ai o Kou Hito), regia di Hideyuki Hirayama

### Anni 2000-2009
- 2000
  - Poppoya (鉄道員), regia di Yasuo Furuhata
- 2001
  - After the Rain (Ame agaru), regia di Takashi Koizumi
- 2002
  - La città incantata (Sen to Chihiro no kamikakushi), regia di Hayao Miyazaki
- 2003
  - Il crepuscolo del samurai (Tasogare Seibei), regia di Yoji Yamada
- 2004
  - When the Last Sword is Drawn (Mibu Gishi Den), regia di Yōjirō Takita
- 2005
  - Half a Confession (Han'ochi), regia di Kiyoshi Sasabe
- 2006
  - Always Sanchōme no Yūhi (Ōruweizu: San-chōme no Yūhi), regia di Takashi Yamazaki
- 2007
  - Hula Girls (Fura gāru), regia di Lee Sang-il
- 2008
  - Tokyo Tower: Mom and Me, and Sometimes Dad (Tōkyō tawaa ~ okan to boku to, tokidoki, oton), regia di Jōji Matsuoka
- 2009
  - Departures (Okuribito), regia di Yōjirō Takita

### Anni 2010-2019
- 2010
  - The Unbroken (Shizumanu Taiyō), regia di Setsuro Wakamatsu
- 2011
  - Confessions (Kokuhaku), regia di Tetsuya Nakashima
- 2012
  - Rebirth (Yōkame no Semi), regia di Izuru Narushima
- 2013
  - The Kirishima Thing (Kirishima, bukatsu yamerutte yo), regia di Daihachi Yoshida
- 2014
  - The Great Passage (Fune o Amu), regia di Yūya Ishii
- 2015
  - Eien no Zero, regia di Takashi Yamazaki
- 2016
  - Little Sister (Umimachi Diary), regia di Hirokazu Kore'eda
- 2017
  - Shin Godzilla (Shin Gojira), regia di Hideaki Anno e Shinji Higuchi
- 2018
  - Il terzo omicidio (Sandome no satsujin), regia di Hirokazu Kore'eda
  - Voglio mangiare il tuo pancreas (Kimi no Suizō o Tabetai ), regia di Shin'ichirō Ushijima
  - Sekigahara (関ヶ原), regia di Masato Harada
  - Namiya zakkaten no kiseki (ナミヤ雑貨店の奇蹟), regia di Ryūichi Hiroki
  - Hana Ikusa (花戦さ), regia di Tetsuo Shinohara
- 2019
  - Un affare di famiglia, regia di Hirokazu Kore'eda
  - Zombie contro zombie, regia di Shin'ichirō Ueda
  - Kita no Sakuramori (北の桜守), regia di Yōjirō Takita
  - Korō no Chi (孤狼の血), regia di Kazuya Shiraishi
  - Recall (空飛ぶタイヤ), regia di Katsuhide Motoki

### Anni 2020-2029
- 2020
  - Shinbun Kisha (新聞記者), regia di Michihito Fujii
  - Kingdom (キングダム), regia di Shinsuke Sato
  - Tonde saitama (翔んで埼玉), regia di Hideki Takeuchi
  - Heisa byōtō (閉鎖病棟), regia di Hideyuki Hirayama
  - Mitsubachi to enrai (蜜蜂と遠雷), regia di Kei Ishikawa
- 2021 
  - Midnight Swan (ミッドナイトスワン), regia di Eiji Uchida
  - Fukushima (フクシマ フィフティ), regia di Setsurō Wakamatsu
  - Foto di famiglia (浅田家!, Asada-ke!), regia di Ryōta Nakano
  - Otoko wa tsurai yo: Okaeri Tora-san (男はつらいよ お帰り 寅さん), regia di Yōji Yamada
  - Tsumi no koe (罪の声), regia di Nobuhiro Doi
- 2022 
  - Drive My Car (ドライブ・マイ・カー), regia di Ryūsuke Hamaguchi
  - Kinema no kamisama (キネマの神様), regia di Yōji Yamada
  - Korō no chi: Level 2 (孤狼の血 LEVEL2), regia di Kazuya Shiraishi
  - Mamorarenakatta mono tachi e (護られなかった者たちへ), regia di Takahisa Zeze
  - Subarashiki sekai (すばらしき世界), regia di Miwa Nishikawa
- 2023 
  - Aru otoko (ある男), regia di Kei Ishikawa
  - Haken Anime! (ハケンアニメ！), regia di Kohei Yoshin
  - Shin Ultraman (シン・ウルトラマン), regia di Shinji Higuchi
  - The Wandering Moon (流浪の月, Rurō no tsuki), regia di Lee Sang-il
  - Tsuki no michikake (月の満ち欠け), regia di Ryūichi Hiroki
- 2024 
  - Godzilla Minus One (ゴジラ-1.0, Gojira -1.0), regia di Takashi Yamazaki
  - Fukudamura jiken (福田村事件), regia di Tatsuya Mori
  - Kon'nichiwa, kaa-san (こんにちは、母さん), regia di Yōji Yamada
  - L'innocenza (怪物, Kaibutsu), regia di Hirokazu Kore'eda
  - Perfect Days, regia di Wim Wenders
- 2025 
  - A Samurai in Time, regia di Jun'ichi Yasuda
  - Kingdom 4 (Kingudamu 4: Daishôgun no kikan), regia di Shinsuke Satô
  - All the Long Nights (Yoake no subete), regia di Shô Miyake
  - Last Mile, regia di Ayuko Tsukahara
  - Shoutai, regia di Michihito Fujii